# Virginia Slims of Houston 1983
Il Virginia Slims of Houston 1983 è stato un torneo di tennis giocato sul sintetico indoor. È stata la 13ª edizione del torneo, che fa parte del Virginia Slims World Championship Series 1983. Si è giocato al Westside Tennis Club di Houston negli USA dal 10 al 17 gennaio 1983.

## Campionesse

### Singolare
Martina Navrátilová ha battuto in finale  Sylvia Hanika con il punteggio di 6–3, 7–6

### Doppio
Martina Navrátilová /  Pam Shriver hanno battuto in finale  Jo Durie /  Barbara Potter con il punteggio di 6–4, 6–3